# Vedastus
Sint-Vaast of Vedastus van Atrecht (bij Limoges, tweede helft 5e eeuw - Arras, 6 februari 540) was bisschop van Atrecht (Frans: Arras) in de Franse Nederlanden. Afkomstig uit de buurt van Limoges, werd hij door Remigius van Reims rond 500 als bisschop naar Atrecht gestuurd. Daar ontstond later de naar Vedastus genoemde abdij Sint-Vaast. Andere namen voor Vedastus zijn: Vast, Vaast, Gaston en Foster.

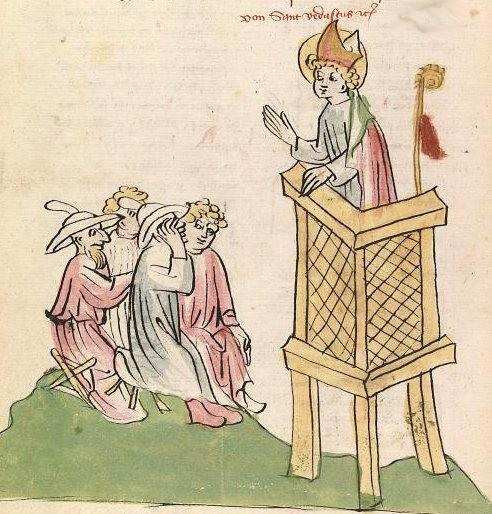
Sint-Vaast predikt de heidenen (afbeelding eerste kwart 15e eeuw)

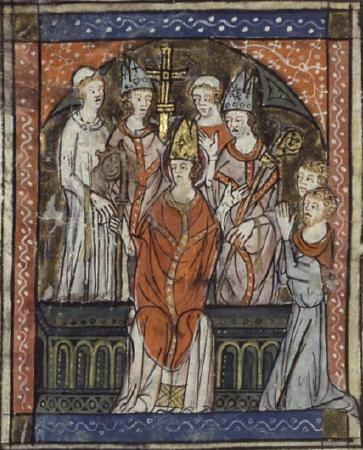
Sint-Vaast

Toen Vedastus aan het hoofd van het bisdom Atrecht kwam te staan, was het gebied door de Hunnen geplunderd. Omdat hij de ermee gepaard gaande wanorde geleidelijk kon terugdringen, werd Vedastus ook betrokken bij het bestuur van het bisdom Kamerijk. 
In 667 werden de relieken van Sint-Vaast van de Mariakerk in Atrecht naar de nabijgelegen Sint-Pieterskerk overgebracht. Rond deze kerk werd toen begonnen met de bouw van de latere, benedictijnse Abdij van Sint-Vaast.
In de kunst wordt de heilige voorgesteld als bisschop met een beer of wolf, beide symbool voor het heidendom. Vedastus van Atrecht is patroonheilige van het bisdom Atrecht, parochie Hoepertingen, de kinderen en moeilijk lopenden. Op de afbeelding links wordt Sint-Vaast afgebeeld als bekeerder van de heidenen, in dit geval joden (uitgebeeld door de dragers van de tijdens de Middeleeuwen voor joden verplichte jodenhoed, vergelijkbaar met de davidster). 
Zijn feestdag is op 6 februari en in Brugge en Gent op 13 februari.